# Langobardische Kunst

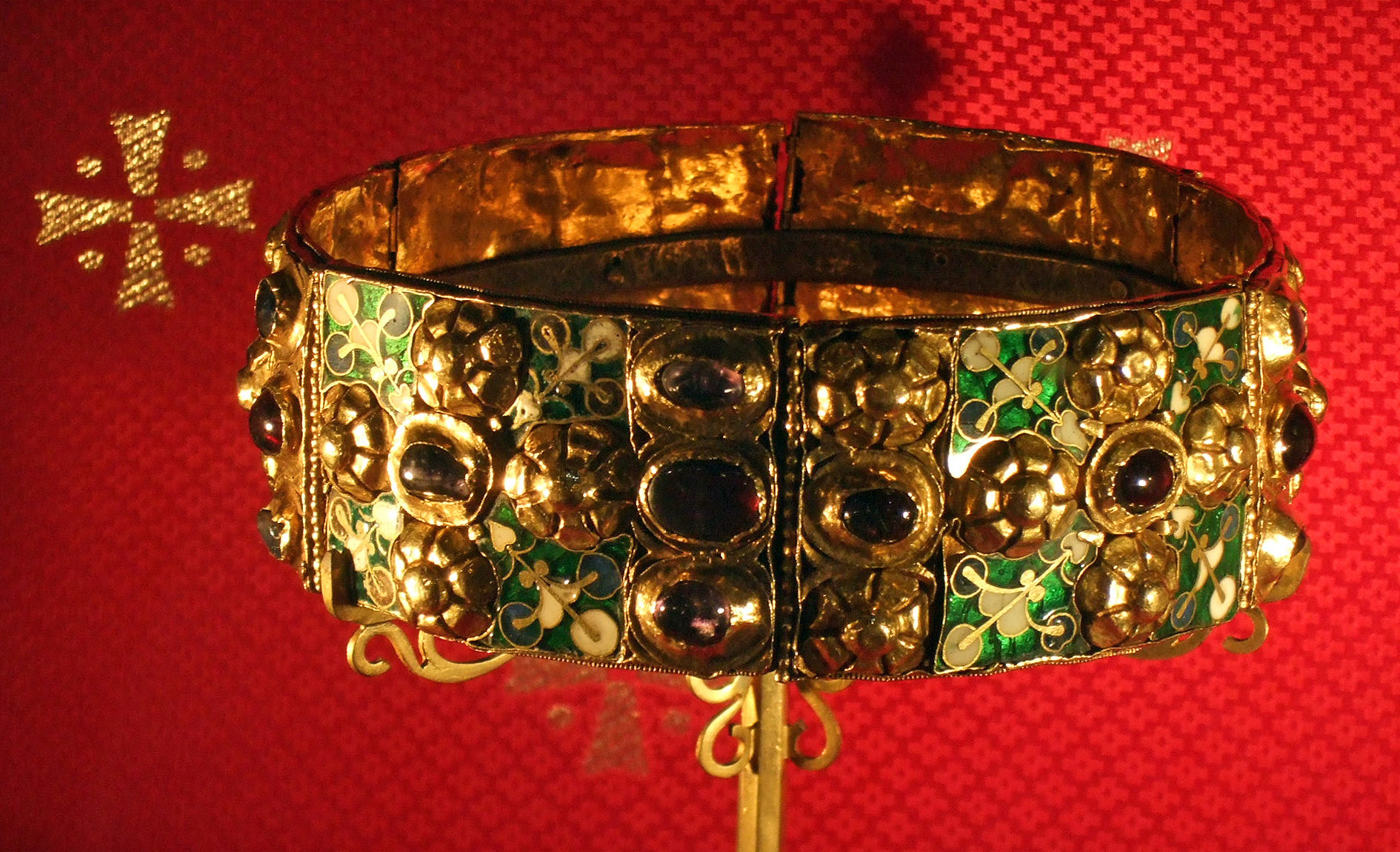
Die Eiserne Krone der Langobarden

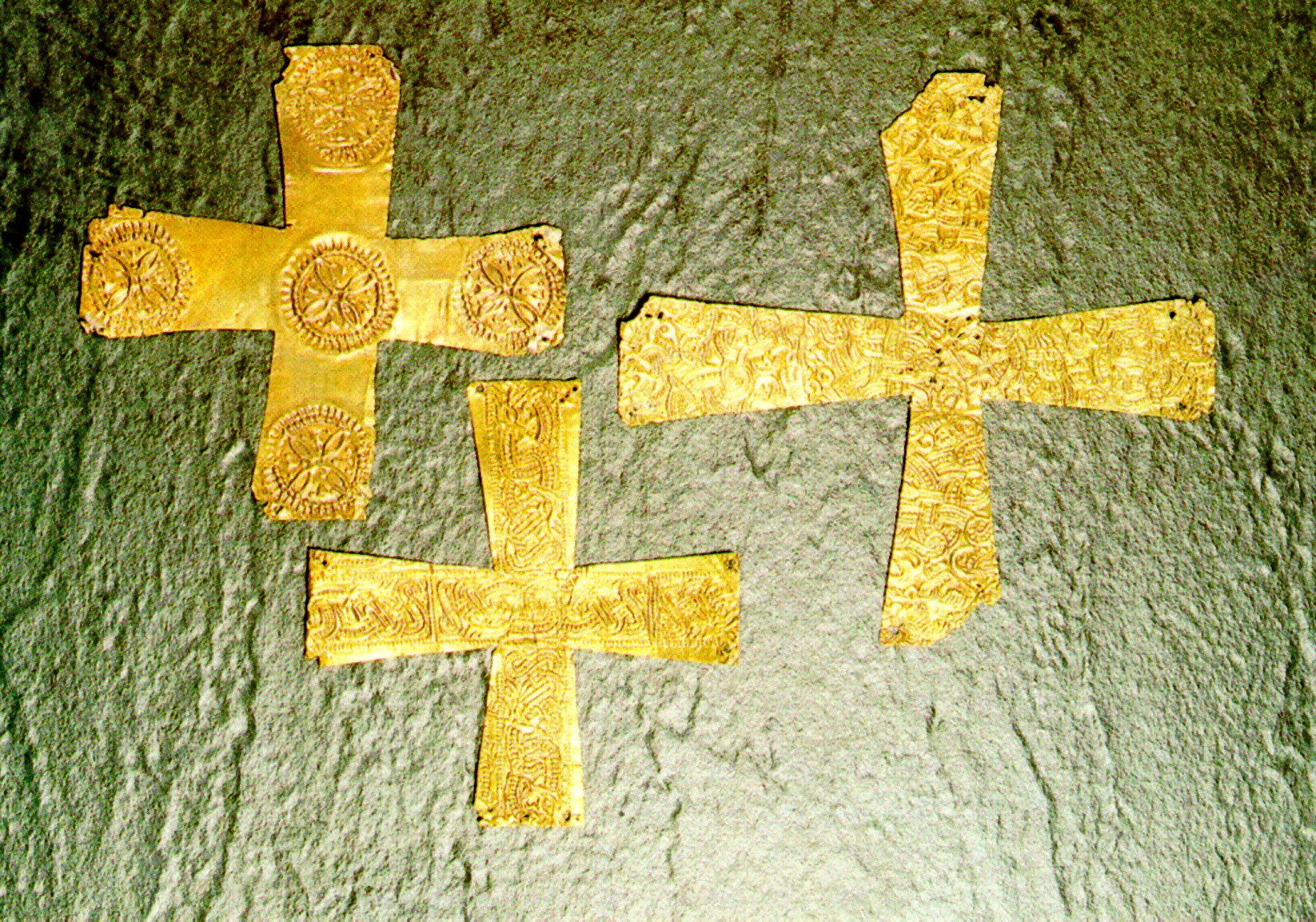
Langobardische Goldblattkreuze

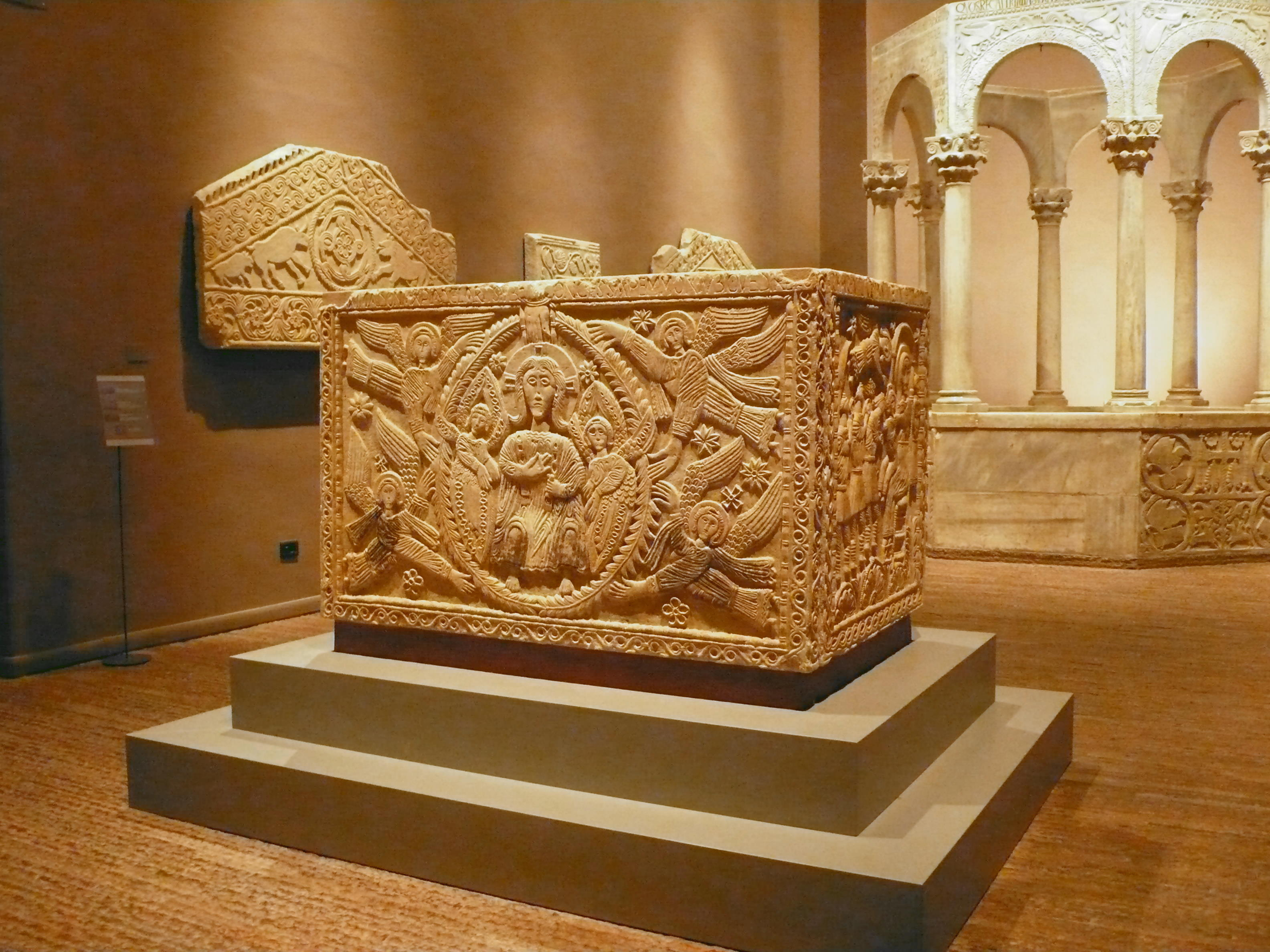
Ratchis-Altar in Cividale

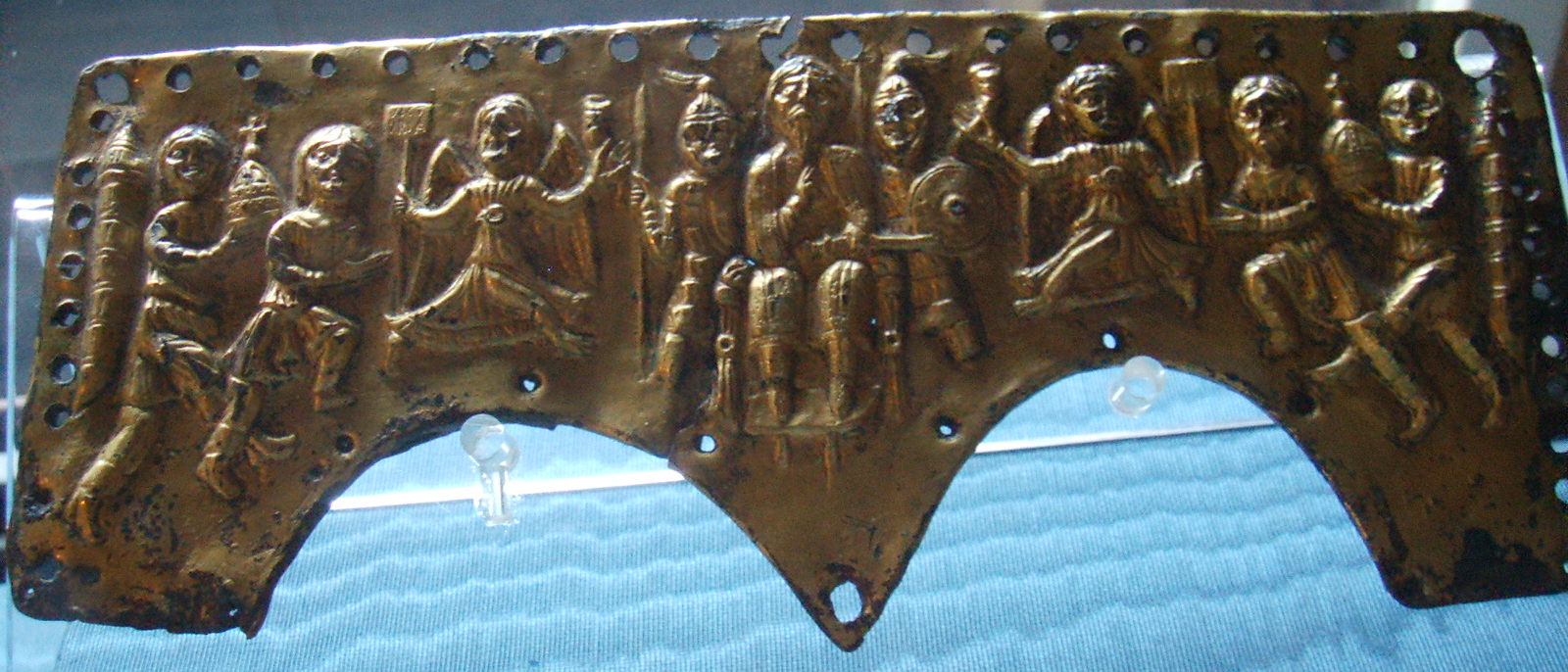
Agilulfplatte

Als Langobardische Kunst wird eine eigenwillige Form der frühmittelalterlichen Kunst Italiens aus dem 7. und 8. Jahrhundert im Gebiet der Herzöge und des Königreichs der Langobarden bezeichnet.

## Überblick
Ab 568 eroberten die  Langobarden unter König Alboin große Teile Italiens. Die entstehende Langobardische Kunst zeigt eine Synthese von Stilelementen, die den Übergang von der Antike ins europäische Mittelalter markieren, anknüpfend an das Erbe des antiken Rom, an christliche Spiritualität, an die byzantinische Kunst und die des germanischen Nordeuropas.  Als das Langobardenreich im Jahre 776 endgültig durch die Franken besiegt wurde, ging die Bedeutung der langobardischen Kunst zurück. Das langobardische Herzogtum Benevent bestand aber bis zur Eroberung durch die Normannen im 11. Jahrhundert.

## Goldschmiede- und Reliefkunst
Einen Schwerpunkt bildete die Goldschmiedekunst, die durch Grabbeigaben erhalten ist. Sie tradierte lange den germanischen Tierstil aus dem 7. Jahrhundert. Bei der Langobardischen Kunst traten neue Formen und Motive auf wie zum Beispiel die Scheibenfibeln mit Zellenwerk und Edelsteinen verziert sowie zoomorphe Flechtbandornamentik mit menschlichen Figuren ergänzt (Agilulfplatte) und christliche Kreuze. Das von germanischer ornamentaler Geometrik herrührende Hauptelement der langobardischen Kunst war das Flechtbandornament, das diese zu wahrer Formvollendung brachte.
Im 8. Jahrhundert kam es in der Reliefkunst auf Stein, nicht zuletzt aus der Begegnung mit byzantinisch-ravennatischer und provinzialrömischer Kunst der Spätantike zu bedeutenden Leistungen, ein flächiger Stil und große Flächen füllende Formen zeugen davon, gleichzeitig lebte eine Vorliebe für ornamentale Elemente weiter.
Bekannte erhaltene Werke der langobardischen Kunst sind zum Beispiel die Eiserne Krone, welche sich heute im Domschatz von Monza befindet, die langobardischen Goldblattkreuze in zahlreichen Museen Oberitaliens, der Sarkophag in der Abteikirche von Sesto al Reghena, das Altarziborium der Kirche San Giorgio in Sant’Ambrogio di Valpolicella und der Ratchis-Altar (um 745) aus der Kirche San Martino in Cividale, der sich heute im dortigen Museo Cristiano del Duomo befindet.

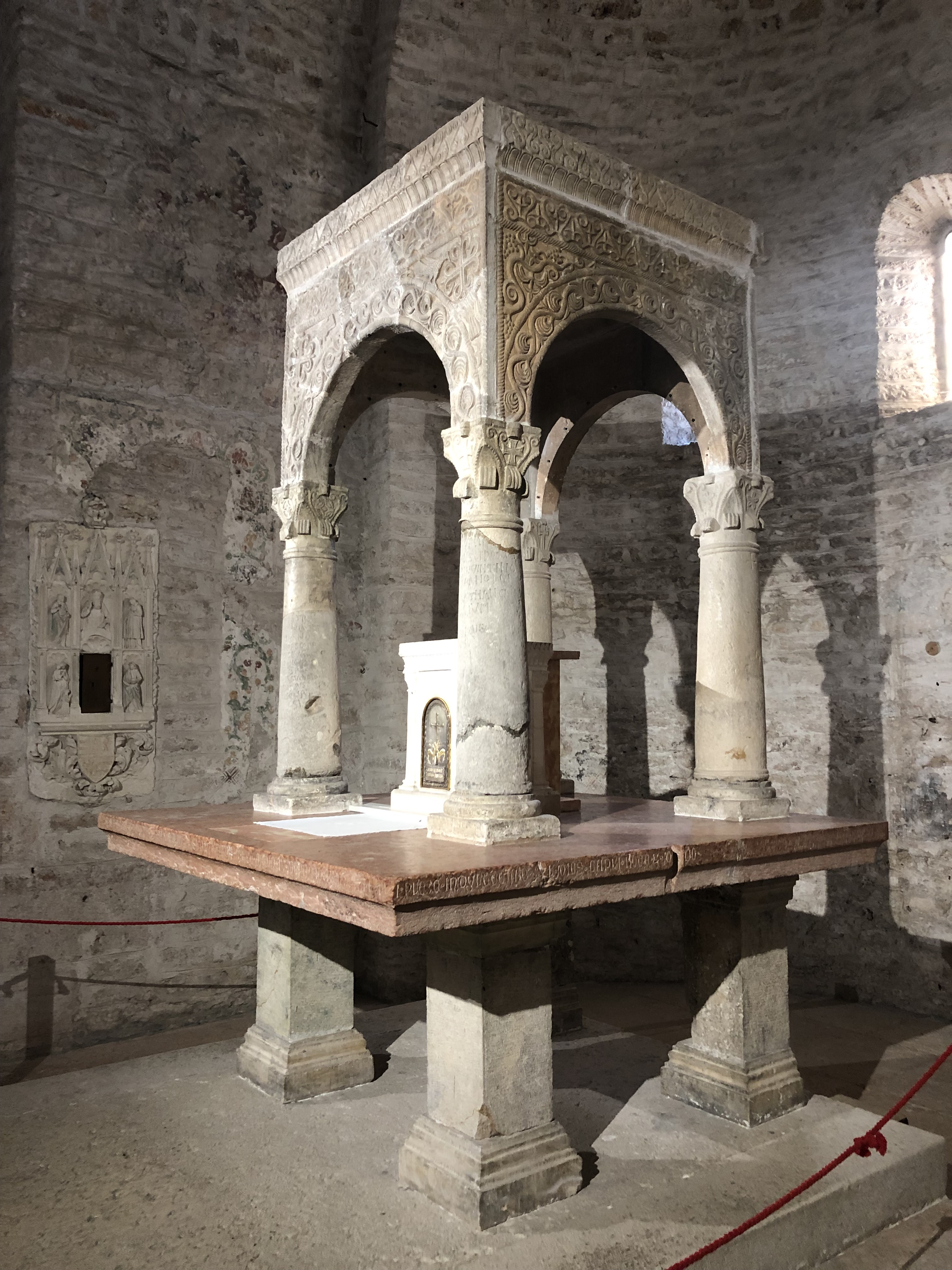
Ziborium in der Kirche San Giorgio bei Sant’Ambrogio di Valpolicella

## Architektur
Die Langobardische Baukunst knüpft an das Erbe des antiken Rom an und verarbeitet Einflüsse byzantinischer Kunst und des kulturellen Erbes des germanischen Nordeuropas. Römisch-Byzantinische Bauformen wie Basilika und Zentralbau wurden um neue Stilelemente wie Reliefkunst auf Stein ergänzt. 
Erhalten sind eine Reihe von Festungen, Kirchenbauten und Klöstern, die unter der Bezeichnung Die Langobarden in Italien, Orte der Macht (568 bis 774 n. Chr.) auf die Liste des UNESCO-Welterbes gesetzt wurden:
- Cividale del Friuli (Region Friaul-Julisch Venetien): das Gastaldaga-Areal und der bischöfliche Komplex
- Brescia: der klösterliche Komplex von San Salvatore-Santa Giulia und der archäologische Bereich des Capitoliums
- Castelseprio Torba (Provinz Varese): das Castrum mit dem Torba-Turm und der Kirche Santa Maria foris portas
- Spoleto (Provinz Perugia): die Basilika San Salvatore
- Campello sul Clitunno (Provinz Perugia): Tempietto del Clitunno (Tempel des Clitumnus)
- Benevento: Der Santa Sofia-Komplex
- Monte Sant’Angelo (Provinz Foggia): Die Wallfahrtskirche San Michele

## Malerei
Sowohl Wandmalereien als auch Mosaike wurden in der langobardischen Zeit angefertigt, allerdings sind nur wenige davon erhalten geblieben.
Der „Tempietto Longobardo“ in Cividale del Friuli kombiniert Mosaiken in den Gewölben mit raffinierten Fresken, figürlichen und ornamentalen Stuckarbeiten (vor allem die vollplastischen Figuren der Heiligen).
Die Kirche von Santa Maria foris portas bei Castelseprio enthält langobardische Wandmalereien mit Szenen, die der Kindheit Jesu Christi gewidmet sind. Sie befinden sich in der zentralen Apsis der kleinen Kirche. Der Tempietto del Clitunno enthält ebenso Malereien von bemerkenswerter Qualität auf den Wänden.
Im Süden Italiens entwickelte sich im Benevent die pittura beneventana.